# علي بن محمد بن دفتر خوان
علي بن محمد بن الرضا الحسين الموسوي الشهير بـ «ابن دفتر خوان». هو عليّ بن محمد بن الرّضا بن حمزة، ويصل نسبه إلى موسى الكاظم بن جعفر الصادق بن محمد الباقر بن علي زين العابدين بن الحسين بن علي بن أبي طالب. أحد الأعلام البارزين؛ حيث برز في اللغة والأدب والشعر.

## مولده ووفاته
ولد بحماة من أرض الشام، وكان مولده في 4 صفر سنة 589 هجرية، الموافق 8 فبراير سنة 1193 م؛ وتوفي بها بتاريخ 4 ربيع الثاني سنة 655 هجرية، الموافق 21 أبريل سنة 1257 م، مات وله ستٌ وستون سنةً. وكانت وفاته في السنة الأولى من سلطنة المنصور علي بن الملك المعز أيبك التركماني.

## ثناء الناس عليه
قال الذهبي في تاريخ الإسلام: كان فاضلاً شاعراً محسناً، له مصنفات أدبية. وقد امتدح المستنصر بالله وغيره. وقال في ذيل مرآة الزمان: له شعر حسن وتصانيف كثيرة وكان فاضلاً مُتَفَنِّناً.
وأبوه يعرف بلقب دفتر خوان عالي، وتصحَّف في كتاب بروكلمان إلى دفتر خان العادلي، كما تصحَّف في أعيان الشيعة: دقرخوان. قال الصفدي في تعريف دفتر خوان: «وهو الذي يتحدث في أمر الكتب المجلدات ويكون أمرها راجعاً إليه، وهو الذي يقرأ على السلطان فيها، إما ليلاً وإما نهاراً، ينادمه بذلك».

## شعره
أغلب شعره في وصف الطبيعة، وفي ذكر أحوال النجوم، والتشبيهات غالبة عليه، وعلى أي حال فإن شعره عذب وسهل الفهم.

## مؤلفاته وآثاره
1. ألفُ جاريةٍ وجارية. فأتي بألف جاريةٍ ، وجعل لكل واحدةٍ منهنَّ أشطار شعرية من الحكمة ؛ ثلاثة أو أربعة ، في ثمانية فصول. وضعه في نحو عام 654 هجرية. وهو في مكتبة وينة في فيينا في النمسا برقم 387.
2. ألف غُلامٍ وغُلام. قال بروكلمان: وفيه يحاكي كتاب الغلمان للثعالبي.
3. كتاب الطلائع.
4. كتاب شاهناز في الحكمة. وهو سؤالاتٌ نظم أبيات، وأجوبتها نثرٌ بين حكيمين: طبيعي وإلهي.
5. كتاب مبارز الأقران. خمَّس فيه المعلقات التسع. دار الكتب 7: 207. قال الأستاذ هلال بن ناجي : وعندنا منه مخطوطة فريدة، كتبت في القرن العاشر الهجري، وقد حققناها وهي قيد الطبع. وموضوعها تخميس المعلقات التسع وقلبها في مديح آل البيت عليهم السلام.[1]
6. كتاب الحكم الموجزة في الرسائل الملغزة.
7. أرجوزتان سماهما الهاديتين، إحداهما في آداب الزائر ؛ والأخرى في أدب المزور.
8. المجلِّي ، وهو مدائح في أهل البيت.
9. ناصر الحق.
10. قال الصفدي في الوافي : له مقاطيع من الشعر .